# Пропащие ребята 3: Жажда
«Пропащие ребята: Жажда» (англ. Lost Boys: The Thirst) — комедийный фильм ужасов, поставленный режиссёром Дарио Пиано и вышедший на экраны в 2010 году. Второй сиквел кинофильма «Пропащие ребята».

## Сюжет
Наивные девушки и юноши из городка под названием Сан-Казадор с энтузиазмом готовятся к весёлому празднику, именуемому Кровавой Луной. Это идеальное время, чтобы превратить беснующуюся молодёжь в армию бессмертных воинов, но планам древнего вампира не суждено сбыться, так как на его пути стоят братья Фрог — легендарные истребители вампиров.

## В ролях
- Кори Фельдман — Эдгар Фрог
- Танит Феникс — Гвен Либер
- Кейси Б. Долан — Зоуи
- Джемисон Ньюлэндер — Алан Фрог
- Шон Кэмерон Майкл — Айра Пинкус
- Мэттью Дилан Робертс — Блэйк
- Джо Ваз — Клаус
- Сэб Кастанг — Dj X
- Портэус Зандау Стинкэмп — Джонни Трэш
- Мэттью Кэлил — Валет
- Таня Ван Граан — Лили

## Производство
Съёмки фильма проходили в Южной Африке в ноябре 2009 года.
Кори Хэйм, исполнивший роль Сэма Эмерсона в двух предыдущих фильмах франшизы, не смог принять участие в съёмках, сославшись на нехватку времени, хотя у него были планы на четвёртый фильм до своей смерти в марте 2010 года.